# ستيلا براون
كانت ستيلا براون (بالإنجليزية: Stella Browne)‏ (9 مايو 1880 - 8 مايو 1955)، ناشطة نسوية بريطانية من أصل كندي، واشتراكية ومؤيدة للجنس خارج إطار الزواج بالإضافة إلى تحديد النسل. كانت واحدة من النساء الرئيسيات المشاركات في النضال من أجل حق المرأة في التحكم واتخاذ قرارات بشأن اختياراتهن الجنسية. كانت نشطة بشكل رئيسي في بريطانيا، وتمركز تركيزها الأساسي على إصلاح القانون الجنسي، بما في ذلك حق المرأة في الوصول إلى المعرفة اللازمة لاستخدام وسائل منع الحمل، وكذلك الحق في الإجهاض. كما شاركت في الأحزاب العمالية والأحزاب الشيوعية، فضلاً عن عدد من الجمعيات النسائية.
كانت ستيلا براون واحدة من أوائل النساء اللواتي تحدثن بطرق هجومية إلى حد ما حول معتقداتهن مع مقولة «إلى الأمام، هجوم!» ظهر ذلك من خلال مقالاتها ورسائلها الهجومية التي جعلت منها مناضلة شجاعة في أعين الجمهور وزادت من المناقشات حول العديد من الموضوعات المثيرة للجدل في ما يتعلق بحقوق المرأة. وهي مشهورة بمحاضراتها وعملها مع جمعية إصلاح قانون الإجهاض. بصفتها ناشطة في مجال حقوق المرأة، تمكنت براون من إبقاء التساؤلات المتكررة حول حقوق المرأة في اتخاذ قرارات تخص جسدها والجنس، في أعين المجتمع لفترة طويلة بما يكفي لجعل الأشخاص الآخرين مهتمين للحفاظ على القضية حتى بعد وفاتها.

## سنوات حياتها الأولى
ستيلا براون (اسمها عند الولادة فرانسيس ورسلي ستيلا براون) ولدت في 9 مايو 1880 في هاليفاكس، نوفا سكوشا. والدها دانيال مارشال براون ووالدتها زوجته الثانية آنا دولسيبيلا ماري (وُلدت باسم دودويل)، وكنيتها دولسي. عمل دانييل براون في وزارة البحرية وصيد الأسماك بكندا، بعد استقالته من منصبه كملازم بحار في البحرية الملكية البريطانية. قبل الزواج من والدة ستيلا، دولسي، وهي الابنة الكبرى لرجل الدين القس جورج برانسون دودويل وإيزابيلا نيزميث، تزوج دانيال من كاثرين ماغدالين ماكلين في عام 1867. أنجبت كاثرين في عام 1869 ابنة دانيال الأولى مود، وتوفيت بعد ذلك بفترة وجيزة، عند بلوغها سن الـ 35 تحديدًا، بسبب «التهاب المعدة المزمن».
تزوج دانييل ودولسي في 23 فبراير 1878، ووُلدت ستيلا في عام 1880، وتلتها أختها الصغرى أليس ليميرا سيلفيا براون والمعروفة باسم سيلفيا في عام 1882. عندما كانت ستيلا تبلغ من العمر ثلاث سنوات، عمل دانيال، مشرفًا على المنارات على متن سفينة دومينيون والمسماة بباخرة الأميرة لويز، والتي غرقت وغرق كل من كان على متنها. على الرغم من صدمة أسرته بعد وفاته، فقد حصلت على الكثير من المال والممتلكات بعد الاطلاع على وصيته، ولكن كان شرطه ألا تتزوج دولسي ثانية. بقيت دولسي غير متزوجة، وباعت المنزل وفتحت لوكاندة مخصصة للنساء العازبات. نشأت ستيلا بسبب هذه اللوكاندة في بيئة محاطة بصراعات النساء العازبات طوال فترة طفولتها، وشاهدت نضال والدتها، وهي امرأة عاملة عزباء. لا يُعرف سوى القليل عن طفولة ستيلا لأنها نادرًا ما تكلمت عنها في كتاباتها اللاحقة. كانت من المعروف عنها اعتبار نفسها بريطانية، لا كندية - للانفصال عن جذورهم، غادرت عائلتها هاليفاكس في عام 1892 عندما كانت ستيلا في الثانية عشرة.